# Закон Харді — Вайнберга

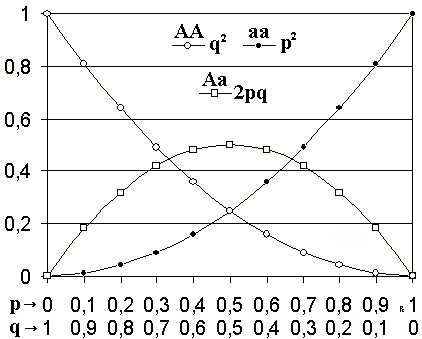
Закон Харді—Вайнберга для двох алелів: горизонтально відкладені частоти алелів р та q, вертикально показані частоти генотипів; три можливі генотипи показані різними символами.

Закон Гарді—Вайнберга, або закон генетичної рівноваги — одна з основ популяційної генетики. Закон описує розподіл генів в популяції за наступних умов:
- у популяції відбувається вільне схрещування;
- у популяції відсутня міграція (як вхідна, так і вихідна);
- у популяції відсутні випадкові мутації.

При виконанні цих умов відносна частота особин, що є носіями кожного з алелів деякого гену буде лишатись постійною та незмінною з покоління в покоління; іншими словами, за таких умов дрейф генів відсутній.
Математично закон описується таким чином: Нехай в популяції присутній ген, що має два алелі — А та а. Тоді у особин цієї популяції можуть траплятись такі комбінації даних алелів: АА, аа та Аа. Якщо позначити через p та q частоту, з якою зустрічаються індивідууми з алелями А та а відповідно, то, згідно із законом Харді — Вайнберга,
р2+2pq+q2=100%,
де р2 — частота, з якою зустрічаються носії генотипу АА, 2pq — генотипів Аа та аА, а q2 — з генотипом аа. Ці частоти, при дотриманні вищезазначених умов, будуть сталими із покоління в покоління, незалежно від зміни кількості індивідуумів в популяції і від того, наскільки великі або малі значення p та q.
Цей принцип був сформульований в 1908 році незалежно англійським математиком Г. Х. Гарді та німецьким лікарем В. Вайнбергом.

## Приклад виконання закону
Припустимо, що в популяції деякого диплоїдного виду, поліморфного за геном А, у вихідному поколінні наявні різні генотипи у наступному співвідношенні: 60% АА, 20% Аа, 20%аа. Простежимо за алелями А протягом двох поколінь.
1. Частоти алелів в першому поколінні. Оскільки частоти генотипів завдані як
0,6 АА + 0,2 Аа + 0,2 аа, частоти алелів (р та q) мають складати
рA={\displaystyle {\begin{matrix}{\frac {0,6+0,6+0,2}{2}}\end{matrix}}}=0,7
qа={\displaystyle {\begin{matrix}{\frac {0,2+0,2+0,2}{2}}\end{matrix}}}=0,3
2. Гаметний фонд першого покоління. Припускається, що всі особини однаково плодовиті, тому диплоїдні особини будуть виробляти гаплоїдні гамети у співвідношенні 70% А та 30% а. Частоти алелів в гаметному фонді будуть такі самі, як у вихідному генофонді.
3. Випадкове схрещування. Гамети для утворення зигот другого покоління беруться з фонду випадковим чином; при цьому можливі такі попарні сполучення:
| Жіночі гамети × Чоловічі гамети |
| 0,7A × 0,7А                     |
| 0,7А × 0,3а                     |
| 0,3a × 0,7A                     |
| 0,3a × 0,3a                     |

4. Частоти зигот у другому поколінні. Наведена схема вільного схрещування дає такі результати:
0,72 = 0,49 АА;
0,7×0,3 + 0,7×0,3 = 0,42 Аа;
0,32 = 0,09 аа.
Вважається, що всім зиготам притаманна однакова життєздатність; отже, наведені цифри дають очікувані рівноважні частоти генотипів у другому поколінні.
Можна помітити, що дана популяція не знаходилась у рівновазі відносно частот генотипів в першому поколінні, але досягла рівноважного стану в результаті вільного схрещування всього лише в одному поколінні.
5. Частоти алелів у другом поколінні. Генофонд другого покоління, очевидно, буде містити два алелі з такими частотами (аналогічно до п. 1):
рA={\displaystyle {\begin{matrix}{\frac {0,49+0,49+0,42}{2}}\end{matrix}}}=0,7
qа={\displaystyle {\begin{matrix}{\frac {0,42+0,09+0,09}{2}}\end{matrix}}}=0,3
Таким чином, ми пересвідчились, що частоти алелів у другому поколінні лишились такими самими, якими були і в першому.

## Узагальнення закону
Закон Харді — Вайнберга може бути застосований для будь-якої кількості алелів, при умові дотримання популяцією перерахованих на початку тексту критеріїв. Загальна формула, що дозволяє обчислити частоту алелів в популяції при будь-якій кількості алелів, притаманних даному гену, є наступною:
{\displaystyle (p_{1}+\cdots +p_{n})^{n}=\sum _{k_{1},\ldots ,k_{n},k_{1}+\cdots +k_{n}=n}{n \choose k_{1},\ldots ,k_{n}}p_{1}^{k_{1}}\cdots p_{n}^{k_{n}}},
де р — частота алелів, n — загальна кількість алелів.
Цей закон являє собою модель, використовуючи яку можна кількісно визначати зміни в розподілі генів в популяції, викликані, наприклад, мутаціями або міграцією. Інакше кажучи, цей закон є теоретичним критерієм для виміру змін в розподілі генів.